# Andy Tennant
Andrew Wellman Tennant, detto Andy (Chicago, 15 giugno 1955), è un ballerino, regista e sceneggiatore statunitense.

## Biografia
Si è diplomato alla "Homewood-Flossmoor High School" e ha studiato teatro alla University of Southern California. Debutta nel 1978 come ballerino in Grease. Inizia a scrivere e dirigere per la televisione, lavorando in vari film tv e serie tv come I viaggiatori. Debutta sul grande schermo nel 1995 nella commedia Matrimonio a 4 mani.

## Filmografia

### Regista
- Punto di svolta (Keep the Change) (1992) - Film TV
- Legami di sangue, vincoli d'amore (Desperate Choices: To Save My Child) (1992) - Film TV
- The Amy Fisher Story (1993) - Film TV
- Matrimonio a 4 mani (It Takes Two) (1995)
- Mela e Tequila - Una pazza storia d'amore con sorpresa (Fools Rush In) (1996)
- La leggenda di un amore - Cinderella (Ever After) (1998)
- Anna and the King (1999)
- Tutta colpa dell'amore (Sweet Home Alabama) (2002)
- Hitch - Lui sì che capisce le donne (Hitch) (2005)
- The Wedding Album (2006) - Film TV
- Tutti pazzi per l'oro (Fool's Gold) (2008)
- Il cacciatore di ex (The Bounty Hunter) (2010)
- Wild Oats (2016)
- The Secret - La forza di sognare (The Secret: Dare to Dream) (2020)